# Wereldkampioenschap voetbal 2018 (kwalificatie)
Voor het wereldkampioenschap voetbal 2018 in Rusland moeten de landen zich via de continentale toernooien kwalificeren. Het aantal beschikbare plaatsen voor elke bij de FIFA aangesloten confederatie hangt af van de sterkte van het continent en wordt als dusdanig verdeeld.
Rusland is als organisator het enige land dat rechtstreeks geplaatst is. Sinds 2006 moet ook de titelverdediger zich via de kwalificaties plaatsen.
Alle bij de FIFA aangesloten landen hebben zich aangemeld voor de kwalificatietoernooien, een record. Zimbabwe werd echter gediskwalificeerd op 12 maart 2015 voor het niet uitbetalen van hun vorige bondscoach. Indonesië werd gediskwalificeerd op 30 mei 2015 door gouvernementele inmenging.

## Plaatsen
De 31 beschikbare plaatsen in de eindronde zijn op dezelfde manier verdeeld als bij het voorgaande toernooi. Het gastland is daarbij het 32e team. Wel is de situatie bij de beslissingswedstrijden verschillend. In 2006 duelleerde een team van Zuid-Amerika met een team uit Oceanië en een team uit Noord-Amerika met een Aziatisch team.
In vergelijking met het vorige WK had Europa veertien deelnemers, vorig WK dertien. Duitsland, Engeland, Zwitserland, Spanje, Portugal, Frankrijk, Kroatië, België en Rusland waren er opnieuw bij, Nederland en Italië werden beiden uitgeschakeld door Zweden, de plaatsen van Griekenland en Bosnië/ Herzegovina werden ingenomen door IJsland, Denemarken, Servië en Polen.

Voor Zuid-Amerika waren vijf tickets beschikbaar, vorig WK zes. Brazilie, Argentinië, Uruguay en Colombia waren er opnieuw bij, Ecuador en Chili werden uitgeschakeld door Peru.
Voor Noord-Amerika waren drie tickets beschikbaar, vorig WK vier. Mexico en Costa Rica waren er opnieuw bij, de Verenigde Staten en Honduras werden uitgeschakeld door Panama.
Voor Afrika waren vijf tickets beschikbaar evenals vorig WK, Nigeria was er opnieuw bij, Ivoorkust en Ghana werden respectievelijk uitgeschakeld door Marokko en Egypte, de plaatsen van Algerije en Kameroen werden ingenomen door Senegal en Tunesië.
Voor Azië waren vijf tickets beschikbaar, vorig WK vier. Zuid-Korea, Japan, Iran en Australië plaatsen zich opnieuw aangevuld met Saoedi-Arabië.
In de onderstaande tabel staat per confederatie het aantal toegewezen kwalificatieplaatsen.
| Confederatie | DL     | AP     | Start             |
| ------------ | ------ | ------ | ----------------- |
| AFC          | 46     | 4 of 5 | 12 maart 2015     |
| CAF          | 54     | 5      | 7 oktober 2015    |
| CONCACAF     | 35     | 3 of 4 | 22 maart 2015     |
| CONMEBOL     | 10     | 4 of 5 | 8 oktober 2015    |
| OFC          | 11     | 0 of 1 | 31 augustus 2015  |
| UEFA         | 54 + 1 | 13     | 4 september 2016  |
|              | 1      | 1      | organiserend land |
| Totaal       | 210+1  | 32     |                   |

## Gekwalificeerde landen

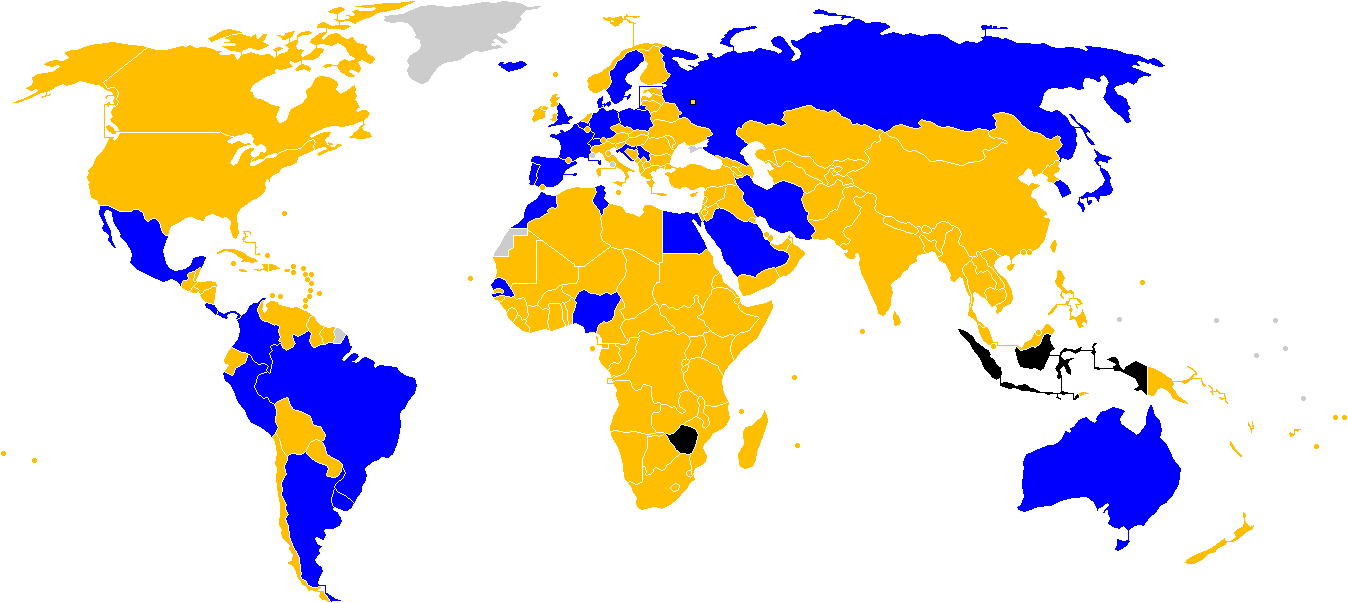
Gekwalificeerd voor het Wereldkampioenschap
Niet gekwalificeerd voor het Wereldkampioenschap
Uitgesloten voor de kwalificaties door de FIFA
Geen FIFA-lid

| FIFA-lid      | Confederatie   | Kwalificatie                              | Kwal. datum | Aantal dln. (incl. 2018) | Eerste dln. | Laatste dln. | Dln. op rij | Titels (excl. 2018) | Beste prestatie |
| ------------- | -------------- | ----------------------------------------- | ----------- | ------------------------ | ----------- | ------------ | ----------- | ------------------- | --------------- |
| Rusland       | UEFA           | Gastheer                                  | 2/12/2010   | 4                        | 1994        | 2014         | 2           | 0                   | Eerste ronde    |
| Mexico        | CONCACAF       | top 3 groep (vijfde ronde)                | 01/09/2017  | 16                       | 1930        | 2014         | 7           | 0                   | Kwartfinale     |
| Costa Rica    | CONCACAF       | top 3 groep (vijfde ronde)                | 07/10/2017  | 5                        | 1990        | 2014         | 2           | 0                   | Kwartfinale     |
| Panama        | CONCACAF       | top 3 groep (vijfde ronde)                | 10/10/2017  | 1                        | 2018        | -            | 1           | 0                   | -               |
| Frankrijk     | UEFA           | 1e groep A                                | 10/10/2017  | 15                       | 1930        | 2014         | 6           | 1                   | Wereldkampioen  |
| Portugal      | UEFA           | 1e groep B                                | 10/10/2017  | 7                        | 1966        | 2014         | 5           | 0                   | Derde plaats    |
| Duitsland     | UEFA           | 1e groep C                                | 05/10/2017  | 19                       | 1934        | 2014         | 13          | 4                   | Wereldkampioen  |
| Servië        | UEFA           | 1e groep D                                | 09/10/2017  | 12*                      | 1930        | 2010         | 1           | 0                   | Vierde plaats   |
| Polen         | UEFA           | 1e groep E                                | 08/10/2017  | 8                        | 1938        | 2006         | 1           | 0                   | Derde plaats    |
| Engeland      | UEFA           | 1e groep F                                | 05/10/2017  | 15                       | 1950        | 2014         | 6           | 1                   | Wereldkampioen  |
| Spanje        | UEFA           | 1e groep G                                | 06/10/2017  | 15                       | 1934        | 2014         | 11          | 1                   | Wereldkampioen  |
| België        | UEFA           | 1e groep H                                | 03/09/2017  | 13                       | 1930        | 2014         | 2           | 0                   | Vierde plaats   |
| IJsland       | UEFA           | 1e groep I                                | 09/10/2017  | 1                        | 2018        | -            | 1           | 0                   | -               |
| Zwitserland   | UEFA           | Winnaar play-off 1                        | 12/11/2017  | 11                       | 1934        | 2014         | 4           | 0                   | Kwartfinale     |
| Kroatië       | UEFA           | Winnaar play-off 2                        | 12/11/2017  | 5                        | 1998        | 2014         | 2           | 0                   | Derde plaats    |
| Denemarken    | UEFA           | Winnaar play-off 3                        | 14/11/2017  | 5                        | 1986        | 2010         | 1           | 0                   | Kwartfinale     |
| Zweden        | UEFA           | Winnaar play-off 4                        | 13/11/2017  | 12                       | 1934        | 2006         | 1           | 0                   | Tweede          |
| Iran          | AFC            | 1e groep A (derde ronde)                  | 12/06/2017  | 5                        | 1978        | 2014         | 2           | 0                   | Eerste ronde    |
| Zuid-Korea    | AFC            | 2e groep A (derde ronde)                  | 05/09/2017  | 10                       | 1954        | 2014         | 9           | 0                   | Vierde plaats   |
| Japan         | AFC            | 1e groep B (derde ronde)                  | 31/08/2017  | 6                        | 1998        | 2014         | 6           | 0                   | Achtste finale  |
| Saoedi-Arabië | AFC            | 2e groep B (derde ronde)                  | 05/09/2017  | 5                        | 1994        | 2006         | 1           | 0                   | Achtste finale  |
| Tunesië       | CAF            | 1e groep A                                | 11/11/2017  | 5                        | 1978        | 2006         | 1           | 0                   | Groepsfase      |
| Nigeria       | CAF            | 1e groep B                                | 07/10/2017  | 6                        | 1994        | 2014         | 3           | 0                   | Achtste finale  |
| Marokko       | CAF            | 1e groep C                                | 11/11/2017  | 5                        | 1970        | 1998         | 1           | 0                   | Achtste finale  |
| Senegal       | CAF            | 1e groep D                                | 10/11/2017  | 2                        | 2002        | 2002         | 1           | 0                   | Kwartfinale     |
| Egypte        | CAF            | 1e groep E                                | 08/10/2017  | 3                        | 1934        | 1990         | 1           | 0                   | Eerste ronde    |
| Brazilië      | CONMEBOL       | Nr. 1 CONMEBOL                            | 28/03/2017  | 21                       | 1930        | 2014         | 21          | 5                   | Wereldkampioen  |
| Uruguay       | CONMEBOL       | Nr. 2 CONMEBOL                            | 10/10/2017  | 13                       | 1930        | 2014         | 3           | 2                   | Wereldkampioen  |
| Argentinië    | CONMEBOL       | Nr. 3 CONMEBOL                            | 10/10/2017  | 17                       | 1930        | 2014         | 12          | 2                   | Wereldkampioen  |
| Colombia      | CONMEBOL       | Nr. 4 CONMEBOL                            | 10/10/2017  | 6                        | 1962        | 2014         | 2           | 0                   | Kwartfinale     |
| Peru          | CONMEBOL / OFC | Intercontinentaal play-off (CONMEBOL–OFC) | 15/11/2017  | 5                        | 1930        | 1982         | 1           | 0                   | Kwartfinale     |
| Australië     | CONCACAF / AFC | Intercontinentaal play-off (CONCACAF–AFC) | 15/11/2017  | 5                        | 1974        | 2014         | 4           | 0                   | Achtste finale  |

* = waarvan acht keer als Joegoslavië, tweemaal als Servië & Montenegro en twee keer als Servië.

## Topscorers
| Rang | Naam                | Land          | Doelpunten |
| ---- | ------------------- | ------------- | ---------- |
| 1    | Robert Lewandowski  | Polen         | 16         |
| 1    | Mohammad Al-Sahlawi | Saoedi-Arabië | 16         |
| 1    | Ahmed Khalil        | V.A.E.        | 16         |
| 4    | Cristiano Ronaldo   | Portugal      | 15         |
| 5    | Tim Cahill          | Australië     | 11         |
| 5    | Romelu Lukaku       | België        | 11         |
| 5    | Christian Eriksen   | Denemarken    | 11         |
| 5    | Sardar Azmoun       | Iran          | 11         |
| 9    | Mile Jedinak        | Australië     | 10         |
| 9    | Omar Khribin        | Syrië         | 10         |
| 9    | Edinson Cavani      | Uruguay       | 10         |
| 12   | Carlos Ruiz         | Guatemala     | 9          |
| 12   | André Silva         | Portugal      | 9          |
| 12   | Ali Mabkhout        | V.A.E.        | 9          |
| 12   | Hassan Al Haidos    | Qatar         | 9          |

Kwalificatie: Afrika (CAF) · Azië (AFC) · Europa (UEFA) · Noord- en Midden-Amerika (CONCACAF) · Oceanië (OFC) · Zuid-Amerika (CONMEBOL)